# Mark Jablonski
Mark Jablonski (* 11. September 1971 in Iserlohn) ist ein ehemaliger deutscher Eishockeyspieler, der unter anderem für den ECD Sauerland und dessen Nachfolgeverein Iserlohner EC in der zweithöchsten deutschen Spielklasse aktiv war.

## Karriere
Mark Jablonski spielte für die Nachwuchsmannschaften des ECD Sauerland, ehe er ab 1990 nach und nach auch ins Profiteam in der 2. Bundesliga integriert wurde. Er blieb seinem Heimatverein auch nach der Insolvenz und Neugründung als Iserlohner EC im Sommer 1994 erhalten und war so am Aufstieg in die damals zweitklassige 1. Liga in der Saison 1994/95 beteiligt. Insgesamt spielte er im Seniorenbereich acht Jahre lang für Mannschaften aus Iserlohn.
Ab der Saison 1998/99 war Jablonski dann nur noch im dritt- und viertklassigen Bereich aktiv. Nach einem Jahr beim SC Bietigheim-Bissingen, zwei Spielzeiten beim EV Duisburg sowie jeweils einer Saison beim ESV Bayreuth und den Dresdner Eislöwen kam er im Sommer 2003 zu den Herner Blizzards aus der Regionalliga, wo er in der Saison 2007/08 den Aufstieg in die Oberliga feiern konnte. Aus beruflichen Gründen wurde sein Vertrag in Herne nach sieben Oberliga-Spielen im November 2008 aufgelöst und er schloss sich Lippe-Hockey-Hamm aus der Regionalliga an, wo er 2011 seine Karriere beendete.

### Inline-Skaterhockey
Ab 2002 spielte Jablonski in der Eishockey-Sommerpause vereinzelt Inline-Skaterhockey, unter anderem für die MSC Mambas und Samurai Iserlohn in der Inline-Skaterhockey-Bundesliga. Bei den Sauerland Steel Bulls wirkte er ab 2011 zwei Jahre lang als Spielertrainer.

## Erfolge und Auszeichnungen
- 1990 Meister der 2. Bundesliga mit dem ECD Sauerland
- 1995 Aufstieg in die 1. Liga mit dem Iserlohner EC
- 2001 Aufstieg in die 2. Bundesliga mit dem EV Duisburg
- 2008 Aufstieg in die Oberliga mit dem Herner EV

## Karrierestatistik
(Legende zur Spielerstatistik: Sp oder GP = absolvierte Spiele; T oder G = erzielte Tore; V oder A = erzielte Assists; Pkt oder Pts = erzielte Scorerpunkte; SM oder PIM = erhaltene Strafminuten; +/− = Plus/Minus-Bilanz; PP = erzielte Überzahltore; SH = erzielte Unterzahltore; GW = erzielte Siegtore; 1 Play-downs/Relegation; Kursiv: Statistik nicht vollständig); 2außer Saison 1998/99; 3nur Saison 1998/99